# زاکارایاس کونک
زاکارایاس کونک (انگلیسی: Zacharias Kunuk؛ زادهٔ ۲۷ نوامبر ۱۹۵۷) یک کارگردان، فیلم‌نامه‌نویس، تهیه‌کننده، و تدوین‌گر اهل کانادا است.